# Orden del León Blanco
La Orden del León Blanco (en checo: Řád Bílého lva) es la máxima condecoración de República Checa.

## Historia
Fue creada en 1922 como una condecoración de Checoslovaquia. Se imponía sólo a extranjeros. La orden se dividía en dos divisiones (civil y militar) y cinco clases y tres grados especiales. El número de miembros de la orden estaba limitado a cierta cantidad, pero esta fue enmendada varias veces (1924, 1930 y 1936). En 1945 la división militar se convirtió en la Orden Militar del León Blanco, quedando la Orden del León Blanco como una condecoración civil.
La única persona que rechazó la Orden del León Blanco fue José Stalin, líder soviético, en 1945.
En 1961 la orden se remodeló, constando de tres clases. En 1990 se establecieron dos nuevas clases. En 1992 se dejó de otorgar por la disolución de Checoslovaquia.
En 1994 fue restaurada como la máxima condecoración de República Checa. 